# Raleigh (North Carolina)

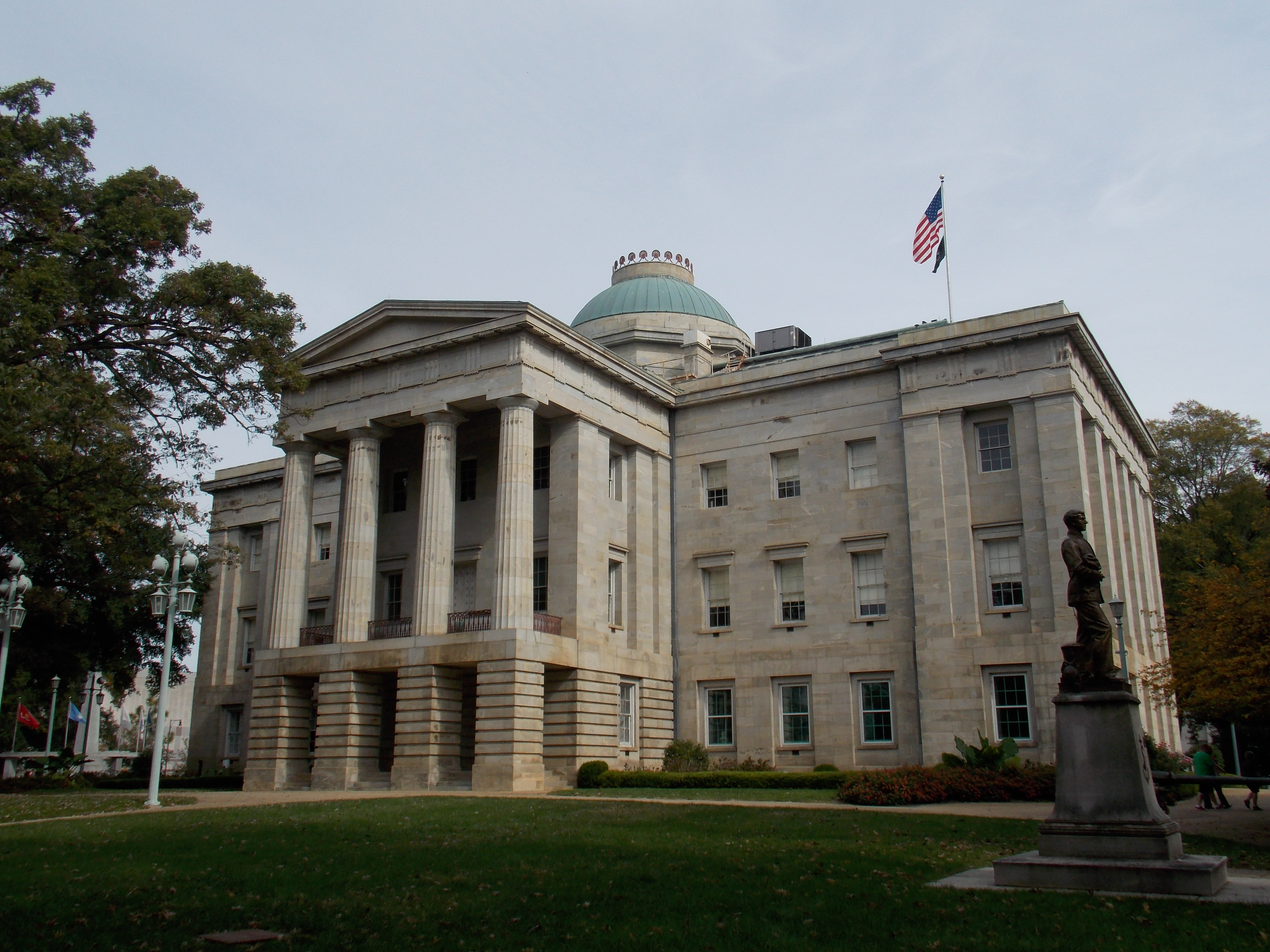
North Carolina State Capitol (2015)

Raleigh [ˈɹɑːli] ist die Hauptstadt des US-Bundesstaates North Carolina sowie die zweitgrößte Stadt North Carolinas nach Charlotte und bildet ein Dreieck mit den Nachbarstädten Chapel Hill und Durham. Das U.S. Census Bureau ermittelte bei der Volkszählung 2020 eine Einwohnerzahl von 467.665.
Wegen der Dreieckslage dieser Städte wird die Gegend auch Research Triangle (oder schlicht Triangle) genannt.

## Geschichte
Raleigh wurde im Jahre 1792 gegründet mit dem Zweck, neue Hauptstadt von North Carolina als auch neuer Sitz von Wake County zu werden. Als Hauptstadt ersetzte sie das an der Küste gelegene New Bern, wo sich seit 1710 die koloniale Verwaltung befand. Die Namensgebung erfolgte zu Ehren von Sir Walter Raleigh, dem Entdecker der Küste von North Carolina.
1808 wurde Andrew Johnson im Casso’s Inn in Raleigh geboren. Während des Amerikanischen Bürgerkriegs eroberte General William Tecumseh Sherman Raleigh kurz vor Ende des Krieges am 13. April 1865. Die flüchtenden Soldaten der Konföderierten wurden von Unionstruppen danach bei Morrisville gestellt und in der Schlacht von Morrisville besiegt.

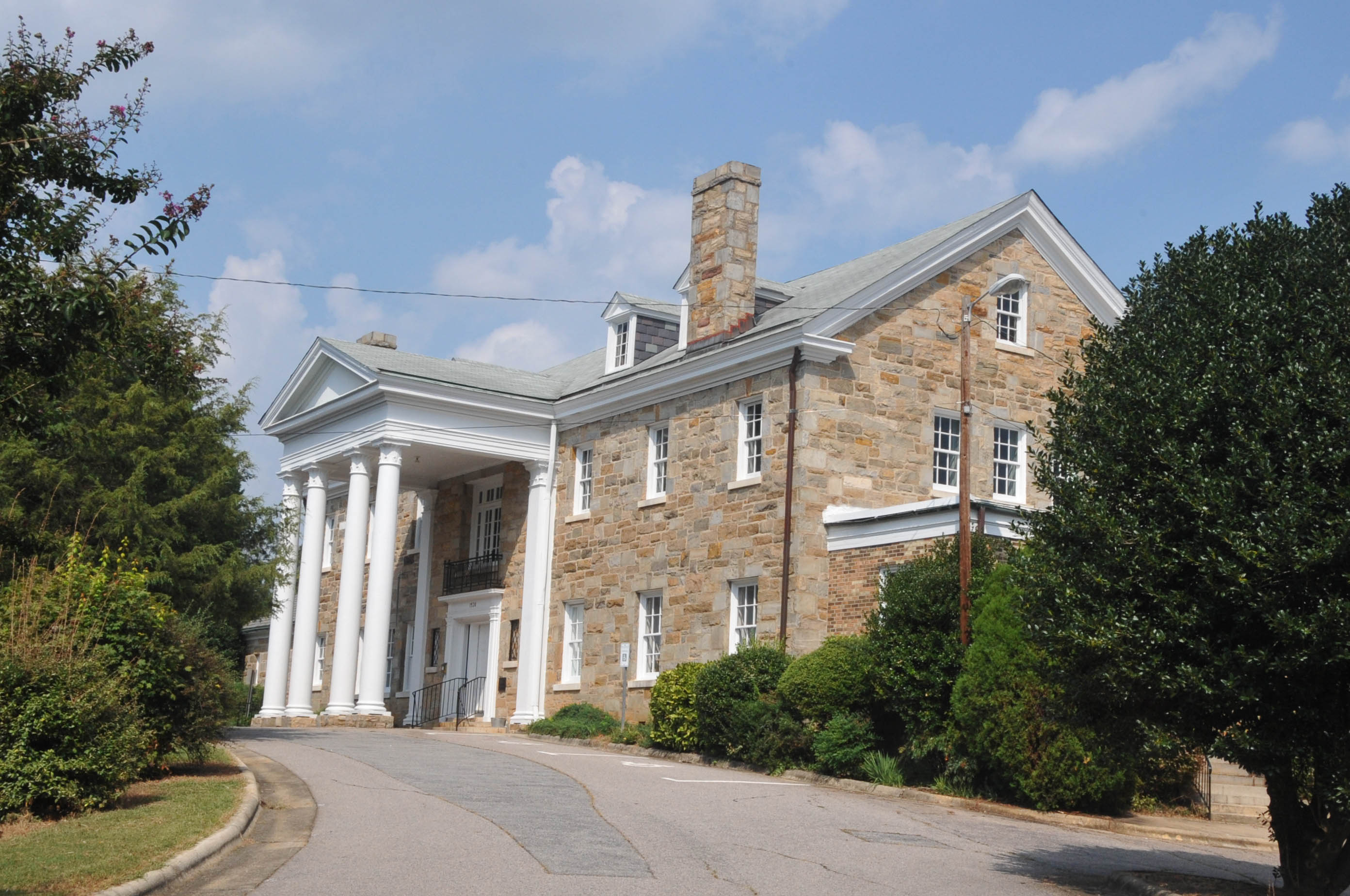
Josephus Daniels House (2007)

Der National Park Service weist für Raleigh drei National Historic Landmarks aus: das North Carolina State Capitol, die Christ Episcopal Church und das Josephus Daniels House. 136 Bauwerke und Stätten der Stadt sind im National Register of Historic Places (NRHP) eingetragen (Stand 16. Oktober 2020).

## Einwohnerentwicklung
| Jahr | Einwohner¹ |
| ---- | ---------- |
| 1980 | 150.255    |
| 1990 | 212.092    |
| 2000 | 288.283    |
| 2010 | 404.001    |
| 2020 | 467.665    |

¹ 1980–2020: Volkszählungsergebnisse

## Wirtschaft
Die Metropolregion von Raleigh erbrachte 2016 ein Bruttoinlandsprodukt von 79,8 Milliarden US-Dollar und belegte damit Platz 44 unter den Großräumen der USA. Das persönliche Pro-Kopf Einkommen liegt 2016 bei 50.444 Dollar, womit Raleigh ein leicht überdurchschnittliches Einkommensniveau besitzt.
Raleigh, Durham, Cary und Chapel Hill bilden zusammen eine Technologieregion, in deren Mitte das Forschungs- und Technologiezentrum Research Triangle Park (auch RTP genannt) liegt. Viele große Firmen aus den Pharma-, Technologie- und Biotechnologiesparten haben sich hier angesiedelt.
Beispiele:
- BASF
- BB&T Insurance Services
- Bayer
- Broadcom
- Capitol Broadcasting Company
- Carquest
- Credit Suisse
- Epic Games
- Excellence Health
- Extreme Networks
- First Citizens BancShares
- Golden Corral
- Hewlett Packard
- IBM
- Infineon Technologies
- Lenovo
- Lulu
- Martin Marietta Materials
- Micro-Epsilon Messtechnik
- Pfizer
- Red Hat
- SAS Institute
- Sanofi-Aventis
- Siemens
- Voith

## Infrastruktur

### Flugverkehr
Der Raleigh-Durham International Airport ist der Flughafen der beiden Städte Raleigh und Durham und liegt genau zwischen den beiden Städten. Er ist nach dem Charlotte Douglas International Airport in Charlotte der zweitgrößte Flughafen in North Carolina.

### Straßenverkehr
Raleigh liegt an der Interstate 40 angebunden, ergänzt um die lokalen (Ring-)Autobahnen Interstate 440 und Interstate 540.
Des Weiteren führen die Fernstraßen U.S. Highway 1, 64 (mit 264), 70 und 401 durch die Stadt.

### Eisenbahn
Raleigh ist in das Fernverkehrsnetz von Amtrak mit 4 täglichen Zugpaaren eingebunden:
- Silver Star (New York City – Miami)
- Piedmont nach Charlotte (zweimal täglich)
- Carolinian (New York – Charlotte)

### Nahverkehr
Der Nahverkehr im Großraum wird durch den Capital Area Transit (CAT) mit 33 Buslinien und einzelnen Linien des Triangle Transit durchgeführt. Des Weiteren verbinden die kostenlosen Linien der Wolfline verschiedene Standorte der Universität miteinander.
In den 1990er Jahren gab es Pläne für einen mit Dieseltriebwagen betriebenen Eisenbahnkorridor von ca. 40 Kilometer Länge, dessen Finanzierung aber nicht zu Stande kam.

## Bildung
Die Region verfügt über ein sehr hohes Bildungs- und Sozialniveau, was neben den vielen Industrieansiedlungen an den zahlreichen Universitäten in Chapel Hill (University of North Carolina at Chapel Hill), Raleigh (North Carolina State University) und Durham (Duke University) liegt.

## Kultur
Raleigh verfügt über eine Vielzahl an kulturellen Einrichtungen. Im Progress Energy Center for the Performing Arts befinden sich mehrere große Theatersäle und ein Konzerthaus. Daneben gibt es in der Stadt mehrere Kleinkunstbühnen.
Außerdem befinden sich in Raleigh einige Museen, die größten sind das North Carolina Museum of Natural Sciences, das North Carolina Museum of History und das North Carolina Museum of Art.
Die 10. Special Olympics World Summer Games fanden vom 26. Juni bis 4. Juli 1999 in Raleigh, Durham und Chapel Hill, North Carolina, USA, statt. Mehr als 7.000 Athleten aus 161 Delegationen (nach einer anderen Quelle: 147) gingen an den Start.

## Partnerstädte
Raleigh hat Partnerschaften mit den folgenden Städten geschlossen:
- Hull, Vereinigtes Königreich
- Compiègne, Frankreich
- Rostock, Deutschland
- Xiangyang, Volksrepublik China
- Nairobi, Kenia

## Sportvereine
Mit den Carolina Hurricanes besitzt Raleigh seit 1999 ein professionelles Eishockeyteam. Nach einer erstmaligen Stanley-Cup-Finalteilnahme im Jahr 2002 konnten sie die begehrte Trophäe im Jahr 2006 mit 4:3 Siegen in der Finalserie gegen die Edmonton Oilers gewinnen.

## Söhne und Töchter der Stadt
- Clay Aiken (* 1978), Sänger
- Doug Aldrich (* 1964), Hard-Rock- und Heavy-Metal-Gitarrist
- Andy Andrews (* 1959), Tennisspieler
- William Willard Ashe (1872–1932), Botaniker und Forstmann
- Louis Moore Bacon (* 1956), Unternehmer und Hedgefonds-Manager
- Tyler Barnhardt (* 1993), Schauspieler
- Braxton Berrios (* 1995), American-Football-Spieler
- Jeb Bishop (* 1962), Jazz- und Improvisationsmusiker
- Lillie Devereux Blake (1835–1913), Frauenrechtlerin und Autorin
- J. Melville Broughton (1888–1949), Politiker, Gouverneur und Vertreter von North Carolina im US-Senat
- Logan Brown (* 1998), Eishockeyspieler
- John Cassin Cantwell (1859–1940), Forschungsreisender in Alaska
- Anna J. Cooper (1858–1964), Aktivistin, Autorin und Pädagogin
- Cordae (* 1997), Rapper
- Aubrey Dollar (* 1980), Schauspielerin
- Burkheart Ellis (* 1992), Sprinter
- David Fox (* 1971), Schwimmer
- Veronica Fraley (* 2000), Diskuswerferin
- Jeff Galloway (* 1945), Langstreckenläufer
- Clyde Getty (* 1961), argentinischer Freestyle-Skier
- Buddy Gilmore (1880 – nach 1922), Ragtime- und Jazzmusiker
- Gracie Glam (* 1990), Pornodarstellerin
- Justin Gray (* 1984), Basketballspieler
- Tyler Greene (* 1983), Baseballspieler
- Rhoda Griffis (* 1965), Schauspielerin
- Phillip Griffiths (* 1938), Mathematiker
- John Bryan Grimes (1868–1923), Politiker, Secretary of State of North Carolina
- Michael C. Hall (* 1971), Schauspieler
- Robert A. Hall (1911–1997), Linguist, Romanist und Italianist
- Josh Hamilton (* 1981), Baseballspieler
- John W. Handy (* 1944), General der United States Air Force
- Rufus Harley (1936–2006), Jazzmusiker
- Winder R. Harris (1888–1973), Politiker, Vertreter von Virginia im US-Repräsentantenhaus
- William Henry Haywood (1801–1852), Politiker, Vertreter von North Carolina im US-Senat
- Anne Henning (* 1955), Eisschnellläuferin
- George Holding (* 1968), Jurist und Politiker, Vertreter von North Carolina im US-Repräsentantenhaus
- Andrew Johnson (1808–1875), 16. Vizepräsident der Vereinigten Staaten von Amerika und 17. Präsident der Vereinigten Staaten
- Darius Johnson-Odom (* 1989), Basketballspieler
- Randy Jones (* 1952), Discosänger und Schauspieler
- Will Kindrachuk (* 2000), Schauspieler
- Mary Robinette Kowal (* 1969), Schriftstellerin und Puppenspielerin
- Benjamin R. Lacy (1854–1929), Politiker
- T. William Lambe (1920–2017), Geotechniker
- Clarence E. Lightner (1921–2002), Politiker, Bürgermeister von Raleigh
- Brandi Love (* 1973), Pornodarstellerin
- Bryce Love (* 1997), American-Football-Spieler
- Bruce Matthews (* 1961), Footballspieler
- Daniel McFadden (* 1937), Ökonom
- Nate McMillan (* 1964), Basketballtrainer und -spieler
- Robert Duncan McNeill (* 1964), Schauspieler, Produzent und Filmregisseur
- Pee Wee Moore (1928–2009), Jazz-Baritonsaxofonist des Modern Jazz
- Loumell Morgan (1922–1983), R&B- und Jazzmusiker
- Grayson Murray (1993–2024), Golfer
- Mary Jane Patterson (1840–1894), Lehrerin, erste Afroamerikanerin mit Studienabschluss
- Jeanne Piland (* 1945), Opernsängerin
- Leonidas Polk (1806–1864), Bischof der Episkopalkirche und General der Konföderierten
- Emily Procter (* 1968), Schauspielerin
- Shavlik Randolph (* 1983), Basketballspieler
- Peyton Reed (* 1964), Filmregisseur
- Jerome Robinson (* 1997), Basketballspieler
- Randolph Ross (* 2001), Sprinter
- Vermont C. Royster (1914–1996), Herausgeber des Wall Street Journal
- Walter E. Schargel (* 1975), Herpetologe und Hochschullehrer
- Scott Shepherd (* Ende der 1960er Jahre), Schauspieler
- Webb Simpson (* 1985), Profigolfer
- Tye Smith (* 1993), American-Football-Spieler
- David Stakston (* 1999), US-amerikanisch-norwegischer Schauspieler
- Brad Suggs (* 1933), Rockabilly-Musiker und A&R-Manager
- P. J. Tucker (* 1985), Basketballspieler
- Burk Uzzle (* 1938), Fotograf
- Mike Van Audenhove (1957–2009), belgischer Comiczeichner
- Liz Vassey (* 1972), Schauspielerin
- Reginald VelJohnson (* 1952), Schauspieler
- John Wall (* 1990), Basketballspieler
- Carol Anne Watts (* 1987), Schauspielerin und Filmproduzentin
- Cash Wheeler (* 1987), Wrestler
- Chris Wilcox (* 1982), Basketballspieler
- Thomas Witten (* 1944), theoretischer Physiker
- Evan Rachel Wood (* 1987), Schauspielerin
- Carson Wentz (* 1992), American-Football-Spieler
- James Wesley York, Jr. (* 1939), Physiker und Hochschullehrer

## Sonstiges
Im Zentralgefängnis von Raleigh wurde am 2. Dezember 2005 der Doppelmörder Kenneth Lee Boyd hingerichtet. Dies war USA-weit die 1000. Hinrichtung, nachdem die Todesstrafe 1976 wiedereingeführt worden war.

## Klimatabelle
|                       | Jan  | Feb  | Mär  | Apr  | Mai  | Jun  | Jul   | Aug   | Sep  | Okt  | Nov  | Dez  |   |         |
| Mittl. Tagesmax. (°C) | 9,4  | 11,4 | 16,7 | 22,1 | 25,9 | 29,4 | 31,1  | 30,4  | 27,3 | 22,0 | 17,0 | 11,5 | ⌀ | 21,2    |
| Mittl. Tagesmin. (°C) | −1,8 | −0,4 | 3,7  | 7,9  | 12,9 | 17,6 | 20,1  | 19,7  | 16,2 | 9,1  | 4,3  | 0,2  | ⌀ | 9,2     |
|                       |      |      |      |      |      |      |       |       |      |      |      |      |   |         |
| Niederschlag (mm)     | 88,4 | 93,7 | 95,8 | 65,8 | 99,6 | 93,5 | 101,9 | 102,1 | 81,0 | 72,6 | 75,7 | 82,3 | Σ | 1.052,4 |
|                       |      |      |      |      |      |      |       |       |      |      |      |      |   |         |
| Sonnenstunden (h/d)   | 5,3  | 6,1  | 7,4  | 8,4  | 8,3  | 8,9  | 8,4   | 7,7   | 7,3  | 6,9  | 5,8  | 5,1  | ⌀ | 7,1     |
|                       |      |      |      |      |      |      |       |       |      |      |      |      |   |         |
| Regentage (d)         | 8,2  | 8,0  | 8,6  | 7,1  | 8,8  | 7,7  | 9,2   | 7,8   | 5,8  | 5,5  | 6,2  | 7,9  | Σ | 90,8    |
|                       |      |      |      |      |      |      |       |       |      |      |      |      |   |         |
| Luftfeuchtigkeit (%)  | 67   | 64   | 63   | 62   | 71   | 74   | 76    | 78    | 77   | 73   | 69   | 69   | ⌀ | 70,3    |

| −1,8 |

| −0,4 |

| 3,7 |

| 7,9 |

| 12,9 |

| 17,6 |

| 20,1 |

| 19,7 |

| 16,2 |

| 9,1 |

| 4,3 |

| 0,2 |

| −1,8 |

| −0,4 |

| 3,7 |

| 7,9 |

| 12,9 |

| 17,6 |

| 20,1 |

| 19,7 |

| 16,2 |

| 9,1 |

| 4,3 |

| 0,2 |

In Raleigh herrscht ein subtropisches Klima (Cfa) mit langen, heißen, schwülen Sommern und kurzen, aber trotzdem teils kühlen Wintern; im Januar und im Februar liegt die mittlere Mindesttemperatur unter dem Gefrierpunkt.